# Meets sparkjoy
『meets sparkjoy』（ミーツ スパークジョイ）は、日本の女性歌手・南波志帆の3枚目のスタジオ・アルバム。2016年4月6日、タワーレコード内に設立した新レーベル「sparkjoy records」（スパークジョイレコーズ）からリリースされた。

## 概要
前作「乙女失格。」までは、一貫して矢野博康のプロデュースのもとで音楽を作り続けてきたが、今作ではタワーレコード内に自らのレーベルを立ち上げ、THE CHARM PARKをはじめとする若きサウンドクリエイターを中心とした作家陣と共にアルバムを制作。これまでの音楽性を継承しながらも、新たな南波志帆サウンドを作り上げた。
今作発売に先駆けて、自身がDJを務めているNHK-FMにて放送されている音楽番組「ミュージックライン」にて収録曲を公開した。「月曜から木曜の日替わりコーナー」を休止して、曲についての解説をしてからオンエアしていた。番組内で「『meets sparkjoy』には、『ときめきに出会う』という意味があり、魅力的なアーティストの方々との新たな出会いによって私自身また、真新しいときめきに出会った。」と話していた。
　

## 収録曲
1. Good Morning Sunshine
作詞：fifi leger 作曲・編曲：THE CHARM PARK
  - ミュージックビデオが制作され、一部のシーンにジャケット写真と同じ演出になっている。
  - 2016年3月22日にミュージックラインにてオンエアされた。その際に南波は「等身大の自分で、自分らしく自由に歌えてすごくお気に入りの曲」と言っていた。
  - 2016年4月9日にTBSラジオで放送されているラジオ番組ライムスター宇多丸のウィークエンド・シャッフル（タマフル）で、THE CHARM PARKと共に出演して、THE CHARM PARKによるギターの弾き語りで二人で演奏されていた。
  - 2016年10月9日、NHK-FMにてNHK505スタジオから公開生放送された「Ｎスポ! ライブ2016」で司会を柴崎行雄アナウンサーと共に務め、この楽曲を番組半ばで歌唱した。
2. 夢じゃない。
作詞：fifi leger 作曲・編曲：THE CHARM PARK
  - 2016年4月4日のミュージックラインにてオンエアされた。
  - 2016年4月9日にタマフルで「Good Morning Sunshine」に続いて演奏された。こちらも、バックがTHE CHARM PARKによるギターの弾き語りだった。
3. necco
作詞：持田香織 作曲：Tore Johansson、Martin Gjerstad、Susanne Johansson 編曲：Tore Johansson
  - 2016年4月5日のミュージックラインにてオンエアされた。
4. コバルトブルー
作詞・作曲：ブルー・ペパーズ 編曲：the sparkjoy band
  - 今作品発売日である、2016年4月6日のミュージックラインにてオンエアされた。
5. Coffee Break
作詞：THE CHARM PARK、fifi leger 作曲・編曲：THE CHARM PARK、URU
6. ミモザ
作詞：佐川ちとせ 作曲：sugar me 編曲：the sparkjoy band
  - 2016年4月7日のミュージックラインにてオンエアされた。
7. おとぎ話のように
作詞・作曲：吉澤嘉代子 編曲：the sparkjoy band
  - 2016年3月31日のミュージックラインの「ナンバ印」にてオンエアされた。その際、「初めて聴いたときに泣いてしまった」と話していた。マイクロコルグというシンセサイザーが使われている。
  - 2016年4月9日にタマフルで「夢じゃない。」に続いて歌われた。この曲にTHE CHARM PARKは関わっていないため、オケを使用した。ちなみに、オケは音盤化されておらず、ミュージックラインで「オケの音源化は？」と質問があった時、「予定はないですが、偉い人に相談してみる」と答えていた。[4]
8. トラベル
作詞：tofubeats 作曲：Tore Johansson、Martin Gjerstad、Vilma Johansson 編曲：Tore Johansson
9. にじいろの街で
作詞：fifi leger 作曲・編曲：THE CHARM PARK
  - 2016年10月9日、Ｎスポ! ライブ2016にて「Good Morning Sunshine」に続いて歌唱した。[5]
10. Adieu Tristesse
作詞：fifi leger 作曲・編曲：THE CHARM PARK
11. Antique
作詞・作曲・編曲：市川和則